# Міагра сріблиста
Міа́гра сріблиста (Myiagra rubecula) — вид горобцеподібних птахів родини монархових (Monarchidae). Мешкає в Австралії та на Новій Гвінеї.

## Опис
Довжина птаха становить 14,5-16 см, вага 10-15 г. Виду притаманний статевий диморфізм. У самців голова і горло темно-сіро-сині, живіт і горло білі. У самиць горло і груди руді. У молодих птахів кінчики крил білі. Дзьоб і лапи чорні, очі темно-карі.

## Підвиди
Виділяють шість підвидів:
- M. r. sciurorum Rothschild & Hartert, E, 1918 — острови Д'Антркасто і Луїзіади;
- M. r. papuana Rothschild & Hartert, E, 1918 — південь і південний схід Нової Гвінеї, острови Торресової Протоки;
- M. r. concinna Gould, 1848 — північний захід і північ Австралії;
- M. r. okyri Schodde & Mason, IJ, 1999 —півострів Кейп-Йорк;
- M. r. yorki Mathews, 1912 — північний схід і схід Австралії;
- M. r. rubecula (Latham, 1801) — південний схід Австралії.

## Поширення і екологія
Сріблисті міагри мешкають від затоки Кінґ-Саунд до Кейп-Йорка і далі до півдня центральної частини штату Вікторія. На Тасманії птах є рідкісним. Також сріблисті міагри мешкають на півдні Нової Гвінеї, на островах Торресової протоки та на островах Д'Антркасто і Луїзіади.
Сріблисті міагри живуть в сухих тропічних лісах, мангрових лісах і чагарникових заростях.

## Поведінка
Сріблисті міагри харчуються комахами, яких ловлять в польоті. Сзон розмноження триває з вересня по лютий, за сезон вилупляється один виводок. Гнізда чашоподібні, зроблені з кори і трави, скріплені павутинням, розміщкється на дереві, на висоті 5-10 м над землею. В кладці 2-3 яйця. І самці. і самиці насиджують яйця і піклуються про пташенят. Сріблисті міагри часто стають жертвами гніздового паразитизму австралійських кукавок.